# 公鼐
公鼐（1558年—1626年），字孝與，號周庭、又号周廷，山東青州府蒙陰縣人，軍籍，明朝政治人物、文學家、詩人，萬曆前期“山左三大家”之一。

## 生平
萬曆二十八年（1600年）庚子科順天鄉試第二十二名舉人，二十九年（1601年）辛丑科二甲第三十五名進士，選翰林院庶吉士，三十一年授編修，三十五年养病，四十二年補原职，四十三年遷國子監司業，四十四年升左春坊左諭德，為東宮講讀官，四十七年升左庶子，因病歸里。
明光宗即位，召見公鼐，任命為國子監祭酒，上奏稱：
|  | 近来听说南北臣僚，议论先帝去世之事，迹象怪异，话语大都隐晦。我担心它在里巷中讹传，成为野史稗说，我暗暗痛心于此事。皇祖过去健在，原本没有册立爱子心思。只因大典很迟，因此再回头考虑册立事，所以导致分封三王的事，并因此产生了国本之争。之后因梃击案等事，导致政治混乱到极点。我曾担任宫中幕僚，目睹了狂妄阴谋的酝酿。当时朝廷以归向东宫的是小人，不归向东宫的是君子，最终全部清除清廉的朝廷大臣，并暗地除去太子的羽翼。这些勾连干扰政纪祸乱纲常。现在回想起来，依然寒心。大臣爱戴君主，保存真实不容虚伪。现在即将编纂实录，请求将光宗的事迹，另编一部。凡是一月的明纶善政，应该大书特书；对于那些听见的不同说法及后宫委曲的奥妙之事法，也都应直笔指责陈述，以编成信史。我虽然不贤，窃思自己敢于担当此任。 |

奏疏呈入宮中，明光宗沒有同意。天啟元年（1621年），改元不過半年，御史、言官就有十多人被譴責調職，公鼐上疏勸誡並譏諷輔臣，因此得罪明熹宗而被譴責。不久仍升禮部右侍郎、詹事府詹事，充實錄副總裁。公鼐好學博聞，磊落有器量見識。見魏忠賢黨禍亂朝政，稱病歸里，不久去世。崇禎初年，恢復官職，並賜撫恤，諡文介。

## 著作
公鼐以詩文著名，提出“齊風”的詩歌主張，與于慎行、馮琦並稱“山左三大家”。

## 家族
曾祖公躋奎，乙未進士，湖廣按察司副使；祖父公一載，知縣，封翰林院编修；父公家臣，南京戶部主事，封翰林院编修。弟公鼒。

## 延伸阅读
[在维基数据编辑]
 在维基文库阅读此作者作品
 《明史卷二百一十六》，出自《明史》

## 外部連結
- 公鼐墓考證 中國蒙陰網